# Мшанки
Мша́нки (лат. Ectoprocta, или Bryozoa) — тип первичноротых животных из клады Lophophorata. Колониальные исключительно водные, преимущественно морские, в большинстве случаев прикреплённые животные. Размеры отдельных модулей не превышают 1—3 мм, при этом стелющиеся колонии мшанок могут занимать площадь более 1 м². Колонии имеют множество форм: одни обрастают доступные поверхности (камни, раковины, водоросли) в виде корочек и комков; другие имеют вееровидный, древовидный или кустикообразный вид. Как следует из названия, колонии некоторых мшанок внешне похожи на моховой покров; другие можно спутать с гидроидными и коралловыми полипами или водорослями.

## Биология
Колония мшанок состоит из большого числа микроскопических модулей (зооидов), каждый из которых заключён в известковую, хитиноидную или студенистую ячейку (зооеций, цистид), однако необходимо понимать, что цистид является продолжением покровов полипида, а не некой отдельностью. Через отверстие зооеция выдвигается передняя часть тела зооида (полипид), несущая ротовое отверстие с венчиком щупалец, покрытых лентами ресничек — лофофором. Движение ресничек на щупальцах создаёт ток воды, который приносит ко рту мшанки пищу — мелкий планктон и детрит.
В связи с сидячим образом жизни внутреннее строение у мшанок упрощено. Тело несегментированное; пищеварительный тракт U—образный. Анальное отверстие расположено на спинной стороне, неподалёку от рта, но вне лофофора, отсюда научное название типа — «Ectoprocta» (от греч. ektos — снаружи, proktos — анальное отверстие). Кровеносной, дыхательной и выделительной систем нет. Дыхание осуществляется через поверхность тела, особенно через щупальца. Функции крови выполняет жидкость целома. Выделение идёт через кишечник. Нервная система мшанок в связи с сидячим образом жизни  сильно упрощена: в переднем конце тела,  между ротовым и анальным отверстиями,  расположен примитивный «ганглий»,  от которого отходят нервы к щупальцам и всем органам мшанки; общей нервной системы у колонии нет. Органом чувств является лофофор.
В колониях мшанок зачастую наблюдается полиморфизм, то есть дифференциация особей по строению и функциям. Особи, кормящие остальную колонию, носят название автозооидов. Различают также авикулярий (благодаря клювоподобным выростам они защищают колонию, отпугивая хищников), вибракулярий (очистка колонии), кенозооидов (укрепление колонии), гонозооидов (производят яйца и сперму). Наиболее интегрированные колонии по сути напоминают единый организм.

## Размножение
Большинство мшанок — гермафродиты. Размножение возможно половое и бесполое. Некоторые виды вымётывают яйца и сперму в воду, где и происходит оплодотворение; однако большинство мшанок вынашивает яйца в зооециях или в особых выводковых камерах — овицеллах, для оплодотворения захватывая щупальцами свободно плавающую сперму. Развившаяся личинка покидает выводковую камеру. Личинки — трохофорообразные, снабжены венчиком ресничек, некоторые (цифонаутес) — и двустворчатой раковиной. Личинка прикрепляется к какому-либо предмету и, претерпев метаморфоз, образует первую особь — анцеструлу, от которой отпочковывается новая колония.
Увеличение колонии происходит преимущественно за счёт почкования. Пресноводные виды образуют также внутренние почки, защищенные прочной оболочкой, — статобласты. Если колония гибнет из-за высыхания или замерзания, статобласты выживают и дают начало новым особям.

## Образ жизни
Мшанки широко распространены в пресных водоёмах и морях, где встречаются от полосы прилива до глубины 200—300 м (редко до 8200 м). Подавляющее большинство видов — колониальные и сидячие; некоторые колонии способны передвигаться, а вид Monobryozoon ambulans вообще не образует колоний. Колонии мшанок можно обнаружить на песке, камнях, раковинах, водорослях и даже на рыбах; некоторыми (их более 125 видов) обрастают днища кораблей. Те мшанки, у которых стенки колонии пропитаны кальцием, принимают участие в образовании рифов.
Питаются мшанки микроорганизмами, включая диатомовые водоросли; в свою очередь служат кормом для морских ежей и рыб.

## Классификация
Известно порядка 5000 видов мшанок, в пресных водах — около 50 видов. В России — около 620 видов.
Делятся на 3 класса:
- Класс Голоротые (Gymnolaemata). Преимущественно морские формы с цилиндрическими или коробчатыми зооидами. Эпистома нет. Лофофор круговой, полипид выдвигается за счёт сокращения стенок тела. Для колоний характерен полиморфизм;
- Класс Покрыторотые (Phylactolaema). Исключительно пресноводные формы с хитиноидными или студенистыми зооециями. Лофофоры подковоподобные, над ротовым отверстием нависает губа (эпистом). Полиморфизмом не обладают; образуют статобласты;
- Класс Узкоротые (Stenolaemata). Морские виды, часто с известковыми зооециями. Характерна полиэмбриония.

Древнейшие остатки мшанок известны из нижнего ордовика. Всего насчитывают порядка 15 000 вымерших видов. Наибольшего разнообразия мшанки достигали в палеозое. Большинство палеозойских колоний мшанок были массивные и тяжеловесные; иногда они строили настоящие мшанковые рифы. На рубеже пермского и триасового периодов мшанки почти полностью вымерли. Из уцелевших развилась новая, мезо-кайнозойская группа мшанок.